# Mosquée Yeni (Bitola)
La mosquée Yeni (en macédonien : Јени џамија) est une mosquée ottomane située dans la ville de Bitola, en Macédoine du Nord. Elle se trouve au bout de Chirok Sokak, la grande rue piétonne, en bordure du vieux bazar. Son nom officiel est mosquée Mehmed Effendi, son nom courant signifiant « mosquée neuve » en turc.
Elle a été construite en 1558-1559 et c'est un bel exemple de l'architecture ottomane de l'époque, avec une structure massive qui s'élève progressivement. L'édifice est un carré à coupole unique, prolongé par un porche, fermé par un mur au XIXe siècle afin d'accroître la capacité de la mosquée. L'intérieur est décoré d'arabesques en bas-relief sur le mobilier en marbre, de sculptures en stalactites, de faïences peintes et de calligraphies. 
Certains éléments extérieurs, comme le minaret, sont aussi ornées de faïences, un fait rare en Macédoine du Nord, puisque seul le turbe de la mosquée Aladja de Skopje en possède aussi. Ces faïences se distinguent aussi de celles utilisées habituellement par les Ottomans, car elles ne portent pas de motifs peints, mais forment elles-mêmes les motifs par leur assemblage.
La mosquée sert au culte jusqu'en 1943, et en 1957 elle devient une galerie d'art, fonction qu'elle a gardé depuis.